# Ayşe Şan
Ayşe Şan (ur. 1938 w Diyarbakır, zm. 18 grudnia 1996 Izmir) – kurdyjska śpiewaczka. Uznawana za pierwszego powszechnie znanego kurdyjskiego muzyka w Republice Tureckiej.   

## Życiorys

### Młodość
Była córką Heciya Xanim oraz Osmana, który pochodził z dużego klanu Cibriyan. Ojciec Ayşe był z zawodu śpiewakiem, co w dużej mierze wpłynęło na jej fascynację muzyką. W czasie swojego dzieciństwa często miała okazję przysłuchiwac się śpiewom ojca oraz jego kolegów. 
W wieku 20 lat, Ayşe zaczęła dawać uliczne występy, co jednak nie spodobało się jej rodzinie. Ojciec, który był stanowczo przeciwny muzycznym aspiracjom swojej córki, wydał ją za młodego Kurda Sewketa Turana. Małżeństwo w niedługim czasie zaowocowało narodzinami córki, co jednak nie wzmocniło więzi pomiędzy młodą parą. Śpiewaczka wyjechała do Gaziantep, zostawiając w swojej rodzinnej miejscowości męża i dziecko.

### Kariera
Aby utrzymać się w mieście, podjęła pracę szwaczki. Po pewnym czasie poznała Naila Baysu, który pomógł jej dostać się do miejskiego radia, w którym zaczęła dawać koncerty. Piosenki wykonywała w języku tureckim, co jednak nie spełniało jej oczekiwań. W 1963 wyjechała do Stambułu, gdzie nagrała swoją pierwszą płytę, na której znajdowały się dwie piosenki w języku kurdyjskim  Było to pierwsze w historii Republiki Turcji nagranie muzyczne wykonane w owym języku. Ayşe była to również Przez wiele lat wykonywała piosenki, których teksty były pisane właśnie w tym języku, a ich tematyka często dotykała trudów, z jakimi spotykał się naród kurdyjski w Turcji. 

### Wygnanie i śmierć
Oskarżona przez władzę o separatyzm wyjechała do Niemiec, gdzie spędziła 3 lata. W 1972 roku w Monachium zmarła jej córka. To wydarzenie spowodowało u śpiewaczki załamanie, przez co przestała się w ogóle zajmowac muzyką na parę lat. A kiedy wróciła do swojego zawodu, nie działała już tak aktywnie jak kiedyś.
Zmarła 18 grudnia 1996 roku na nowotwór.